# Macabre
Macabre (estilizado em maiúsculas como MACABRE) é o segundo álbum da banda japonesa de rock Dir en grey, lançado em 20 de setembro de 2000 pela Firewall Div. Os números das listas de faixas do álbum e a letra da primeira faixa são em russo. "Hydra" teve uma versão re-arranjada no single "Glass Skin".
Devido ao tamanho do encarte (2 páginas de letras para cada faixa, 2 fotos de cada membro da banda, 6 páginas de fotos, 2 de créditos e uma com a lista de faixas) e às cindo miçangas de madeira inseridas na caixa do CD, esta foi produzida em largura relativamente grande.

## Recepção
Alcançou a quarta posição nas paradas da Oricon Albums Chart e manteve-se por quatro semanas.

## Faixas
| N.º | Título | Música      | Duração |  |
| 1.  | "Deity" | Dir en grey | 4:15    |  |
| 2.  | "Myaku (脈)" | Dir en grey | 4:05    |  |
| 3.  | "Wake (理由)" (O kanji desta faixa pode ser transliterado como "riyû", mas tanto "riyû" quanto "wake" (訳) podem significar "razão".) | Die         | 5:12    |  |
| 4.  | "egnirys cimredopyh +)_________An Injection" (O nome desta canção é "hypodermic syringe" (seringa hipodérmica) ao contrário, escrito desta forma por causa da censura.) | Toshiya     | 5:16    |  |
| 5.  | "Hydra" | Kaoru       | 5:41    |  |
| 6.  | "Hotarubi (蛍火)" (Há diferentes romanizações para o kanji desta faixa, "Hotarubi" and "Keika". Ambos significam "luz do vaga-lume".) | Shinya      | 6:06    |  |
| 7.  | "[KR] Cube" | Dir en grey | 4:09    |  |
| 8.  | "Berry" | Kaoru       | 4:20    |  |
| 9.  | "Macabre -Sanagi no Yume no Ageha no Hane-" (Macabre -揚羽ノ羽ノ夢ハ蛹-)" (Quando lido da esquerda para a direita, os kanjis da canção transliteram-se como "Ageha no Hane no Yume wa Sanagi" (O sonho das asas das papilionidae é a crisália). No entanto, o título contém furiganas numerados acima dele, o que sugere que o título deva ser lido "Sanagi no Yume wa Ageha no Hane" (O sonho da crisália são as asas da papilionidae).) | Kaoru       | 10:49   |  |
| 10. | "Audrey" | Die         | 4:33    |  |
| 11. | "Rasetsukoku (羅刹国)" ("Rasetsukoku" pode ser traduzido como "País do demônio comedor de homens", e era o nome chinês para a Rússia durante a Dinastia Qing.) | Dir en grey | 3:35    |  |
| 12. | "Zakuro (ザクロ)" | Kaoru       | 8:37    |  |
| 13. | "Taiyou no Ao (太陽の碧)" | Kaoru       | 6:19    |  |

## Ficha técnica
Dir en grey
- Kyo (京) – vocais
- Kaoru (薫) – guitarra
- Die – guitarra
- Toshiya – baixo
- Shinya – bateria